# Karl Malmström
Karl Fritiof Malmström (Göteborg, Västra Götaland 27 de desembre de 1875 – Göteborg, 6 de setembre de 1938) va ser un saltador suec que va competir a començaments del segle xx.
El 1908 va prendre part en els Jocs Olímpics de Londres, on guanyà la medalla de plata en la competició de salt de palanca de 10 metres, mentre en la competició de salt de trampolí de 3 metres quedà eliminat en sèries.